# Liste des monuments historiques de Poligny (Jura)
Ce tableau présente la liste de tous les monuments historiques classés ou inscrits dans la ville de Poligny, Jura, en France.

## Statistiques
Poligny compte 15 protections au titre des monuments historiques. 9 édifices sont classés, au moins partiellement ; les autres sont inscrits.

## Liste
| Monument                                   | Adresse                              | Coordonnées                      | Notice         | Protection     | Date      | Illustration                               |
| ------------------------------------------ | ------------------------------------ | -------------------------------- | -------------- | -------------- | --------- | ------------------------------------------ |
| Abattoir municipal de Poligny              | 20 avenue Wladimir Gagneur           | 46° 50′ 28″ nord, 5° 42′ 26″ est | « PA00102074 » | Inscrit        | 1990      | Abattoir municipal de Poligny              |
| Collège de Poligny                         | 41 rue du Collège                    | 46° 50′ 10″ nord, 5° 42′ 34″ est | « PA00101994 » | Classé         | 1941      | Collège de Poligny                         |
| Collégiale Saint-Hippolyte                 |                                      | 46° 50′ 16″ nord, 5° 42′ 14″ est | « PA00101998 » | Classé         | 1911      | Collégiale Saint-Hippolyte                 |
| Couvent des Jacobins de Poligny            | 1 Rue Hyacinthe Friant               | 46° 50′ 07″ nord, 5° 42′ 33″ est | « PA00101995 » | Classé         | 1945      | Couvent des Jacobins de Poligny            |
| Couvent des Ursulines                      | Cour des Ursulines                   | 46° 50′ 07″ nord, 5° 42′ 31″ est | « PA00101996 » | Inscrit Classé | 1989 1994 | Couvent des Ursulines                      |
| Église Notre-Dame de Mouthier-le-Vieillard |                                      | 46° 49′ 57″ nord, 5° 42′ 14″ est | « PA00101997 » | Classé         | 1911      | Église Notre-Dame de Mouthier-le-Vieillard |
| Enceinte de Poligny                        | Rue de Boussières                    | 46° 50′ 03″ nord, 5° 42′ 37″ est | « PA00102094 » | Inscrit        | 1991      | Enceinte de Poligny                        |
| Fontaine du Cheval Marin                   | 22 Grande Rue                        | 46° 50′ 18″ nord, 5° 42′ 33″ est | « PA00102075 » | Classé         | 1992      | Fontaine du Cheval Marin                   |
| Fontaine des Morts                         | Rue du Collège Place Saint-Hippolyte | 46° 50′ 14″ nord, 5° 42′ 36″ est | « PA00101999 » | Classé         | 1911      | Fontaine des Morts                         |
| Fontaine de la Sirène                      | Rue Hyacinthe Friant Rue Jules Grévy | 46° 50′ 07″ nord, 5° 42′ 33″ est | « PA00102076 » | Inscrit        | 1990      | Fontaine de la Sirène                      |
| Hôtel Regnauldot                           | 18 Grande Rue                        | 46° 50′ 19″ nord, 5° 42′ 33″ est | « PA00102000 » | Inscrit        | 1970      | Hôtel Regnauldot                           |
| Hôtel de ville de Poligny                  | 49 Grande-Rue Rue du Collège         | 46° 50′ 11″ nord, 5° 42′ 33″ est | « PA00102077 » | Classé Inscrit | 1992      | Hôtel de ville de Poligny                  |
| Monastère Sainte-Claire de Poligny         | 13 rue Sainte-Colette                | 46° 50′ 13″ nord, 5° 42′ 40″ est | « PA39000071 » | Inscrit        | 2006      | Monastère Sainte-Claire de Poligny         |
| Théâtre de Poligny                         | 17 rue du Théâtre                    | 46° 50′ 11″ nord, 5° 42′ 39″ est | « PA39000060 » | Inscrit        | 2004      | Théâtre de Poligny                         |
| Tour de la Sergenterie                     | Rue de la Tour                       | 46° 50′ 19″ nord, 5° 42′ 40″ est | « PA00102001 » | Classé         | 1985      | Tour de la Sergenterie                     |